# Luciobarbus kottelati
Luciobarbus kottelati är en fiskart som beskrevs av Turan, Ekmekçi, Ilhan och Engin 2008. Luciobarbus kottelati ingår i släktet Luciobarbus och familjen karpfiskar. Inga underarter finns listade i Catalogue of Life.